# European Journal of Human Genetics
European Journal of Human Genetics (abrégé en Euro. J. Hum. Genet. ou EJHG) est une revue scientifique à comité de lecture fondée en 1992. Ce mensuel publie des articles de recherches originales dans tous les domaines de recherche en génétique humaine et génomique.
D'après le Journal Citation Reports, le facteur d'impact de ce journal était de 4,349 en 2014. L'actuel directeur de publication est Gert-Jan B van Ommen (Université de Leyde, Pays-Bas).